# Championnat du Japon de football 1990-1991
Le Championnat du Japon de football 1990-1991 est la vingtième-sixième édition de la Japan Soccer League. La saison a débuté le 28 octobre 1990 et s'est achevée le 5 mai 1991. 

## Classement de la première division
| Pos | Club              | Pts | J  | G  | N  | D  | Bp | Bc | Diff | Note           |
| --- | ----------------- | --- | -- | -- | -- | -- | -- | -- | ---- | -------------- |
| 1   | Yomiuri S.C.      | 49  | 22 | 15 | 4  | 3  | 41 | 16 | ＋25 | Champion       |
| 2   | Nissan            | 42  | 22 | 11 | 9  | 2  | 27 | 10 | ＋17 |                |
| 3   | Honda Giken       | 38  | 22 | 10 | 8  | 4  | 29 | 21 | ＋8  |                |
| 4   | Toshiba           | 32  | 22 | 8  | 8  | 6  | 26 | 24 | ＋2  |                |
| 5   | Toyota Motors     | 30  | 22 | 7  | 9  | 6  | 26 | 27 | －1  |                |
| 6   | Matsushita        | 30  | 22 | 7  | 9  | 6  | 24 | 26 | －2  |                |
| 7   | ANA               | 27  | 22 | 7  | 6  | 9  | 24 | 24 | ±0   |                |
| 8   | Yamaha Motors     | 25  | 22 | 6  | 7  | 9  | 21 | 22 | －1  |                |
| 9   | Furukawa Electric | 25  | 22 | 5  | 10 | 7  | 22 | 24 | －2  |                |
| 10  | Mitsubishi Motors | 24  | 22 | 6  | 6  | 10 | 18 | 23 | －5  |                |
| 11  | Yanmar Diesel     | 20  | 22 | 5  | 5  | 12 | 13 | 31 | －18 | Relégués en D2 |
| 12  | Nippon Kokan      | 11  | 22 | 2  | 5  | 15 | 16 | 39 | －23 | Relégués en D2 |

## Classement des buteurs de la D1
| Pos | Joueur                  | Nombre de buts |
| --- | ----------------------- | -------------- |
| 1   | Carlos Renato Frederico | 10             |
| 1   | Tetsuya Totsuka         | 10             |
| 1   | Tsuyoshi Kitazawa       | 10             |
| 4   | Nobuhiro Takeda         | 9              |

## Classement de la deuxième division
| Pos | Club                   | Pts | J  | G  | N | D  | Bp  | Bc | Diff | Note                          |
| --- | ---------------------- | --- | -- | -- | - | -- | --- | -- | ---- | ----------------------------- |
| 1   | Hitachi                | 82  | 30 | 27 | 1 | 2  | 102 | 19 | ＋83 | Champion de D2, promu en D1   |
| 2   | Mazda                  | 74  | 30 | 24 | 2 | 4  | 76  | 17 | ＋59 | Promu en D1                   |
| 3   | Fujita Industries      | 60  | 30 | 21 | 7 | 2  | 60  | 15 | ＋45 |                               |
| 4   | Sumitomo               | 51  | 30 | 15 | 6 | 9  | 43  | 24 | ＋19 |                               |
| 5   | Fujitsu                | 51  | 30 | 15 | 6 | 9  | 46  | 30 | ＋16 |                               |
| 6   | NTT Kanto              | 51  | 30 | 16 | 3 | 11 | 43  | 41 | ＋2  |                               |
| 7   | Kawasaki Steel         | 49  | 30 | 15 | 4 | 11 | 37  | 41 | －4  |                               |
| 8   | Yomiuri S.C. Juniors   | 40  | 30 | 11 | 7 | 12 | 37  | 38 | －1  |                               |
| 9   | Tanabe Pharmaceuticals | 40  | 30 | 12 | 4 | 14 | 39  | 41 | －2  |                               |
| 10  | Otsuka Pharmaceuticals | 35  | 30 | 11 | 2 | 17 | 32  | 44 | －12 |                               |
| 11  | Cosmo Oil Yokkaichi    | 34  | 30 | 9  | 7 | 14 | 26  | 39 | －13 |                               |
| 12  | Kofu Club              | 34  | 30 | 9  | 7 | 14 | 37  | 57 | －20 |                               |
| 13  | Kyoto Shiko Club       | 31  | 30 | 8  | 7 | 15 | 42  | 62 | －20 |                               |
| 14  | Toho Titanium          | 18  | 30 | 4  | 6 | 20 | 13  | 41 | －28 |                               |
| 15  | Osaka Gas              | 12  | 30 | 2  | 6 | 22 | 14  | 62 | －48 | Relégués en séries régionales |
| 16  | Yawata Steel           | 11  | 30 | 3  | 2 | 25 | 18  | 94 | －76 | Relégués en séries régionales |